# Pałac w Dąbrówce Wielkopolskiej
Pałac w Dąbrówce Wielkopolskiej – zabytkowy pałac we wsi Dąbrówka Wielkopolska, w województwie lubuskim, w powiecie świebodzińskim, w gminie Zbąszynek.
Pałac wybudowany według projektu architekta Fryderyka Augusta Stülera w latach 1856-1859 dla księcia Strein von Schwarzenau.
Ryzalit zwieńczony półkolistym frontonem (szczytem) z konchą, pod którą znajduje się kartusz z herbem rodziny Strein von Schwartzenau.
Obiekt jest częścią zespołu pałacowego w skład którego wchodzi jeszcze park z połowy XIX w.

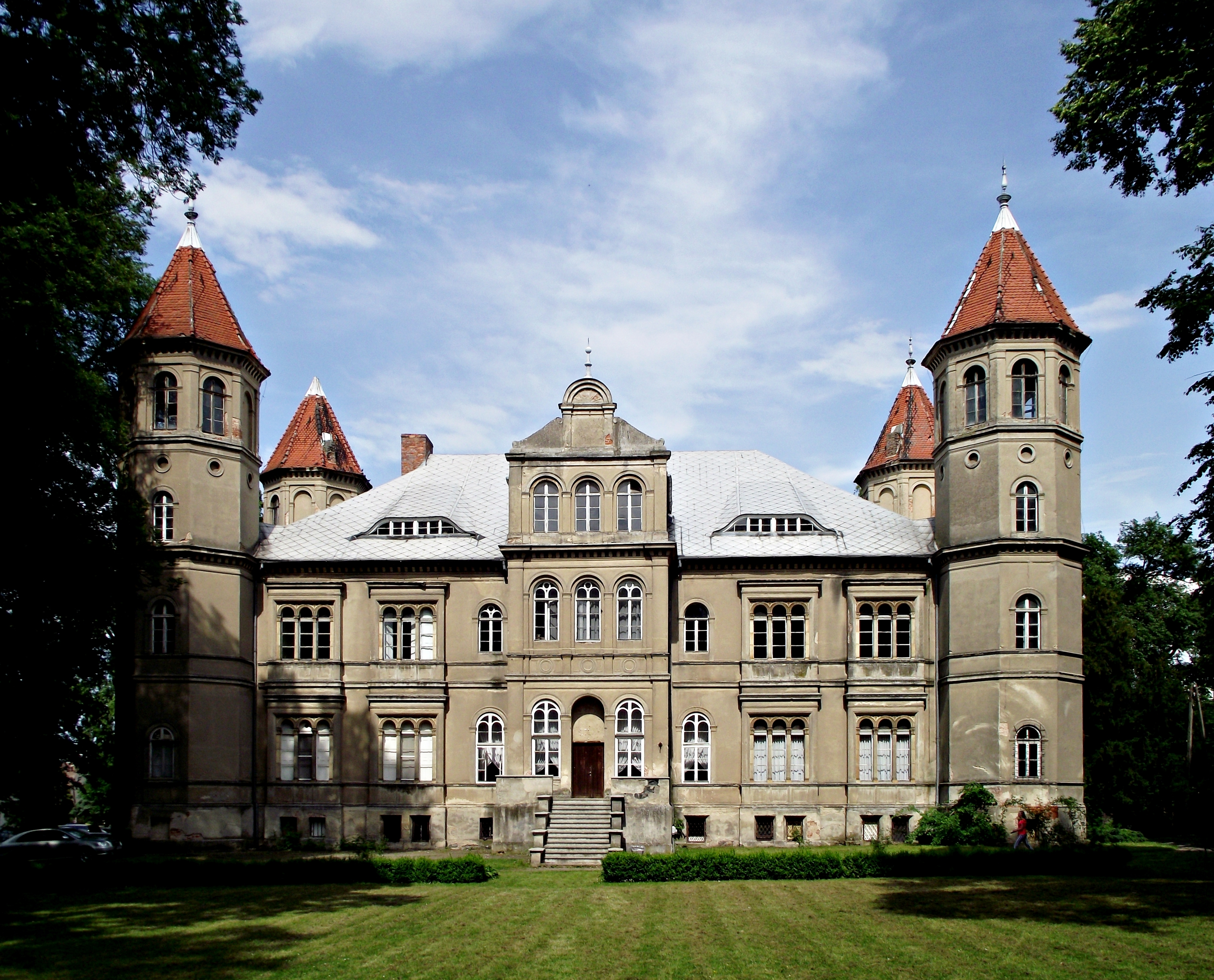
Pałac  od strony parku
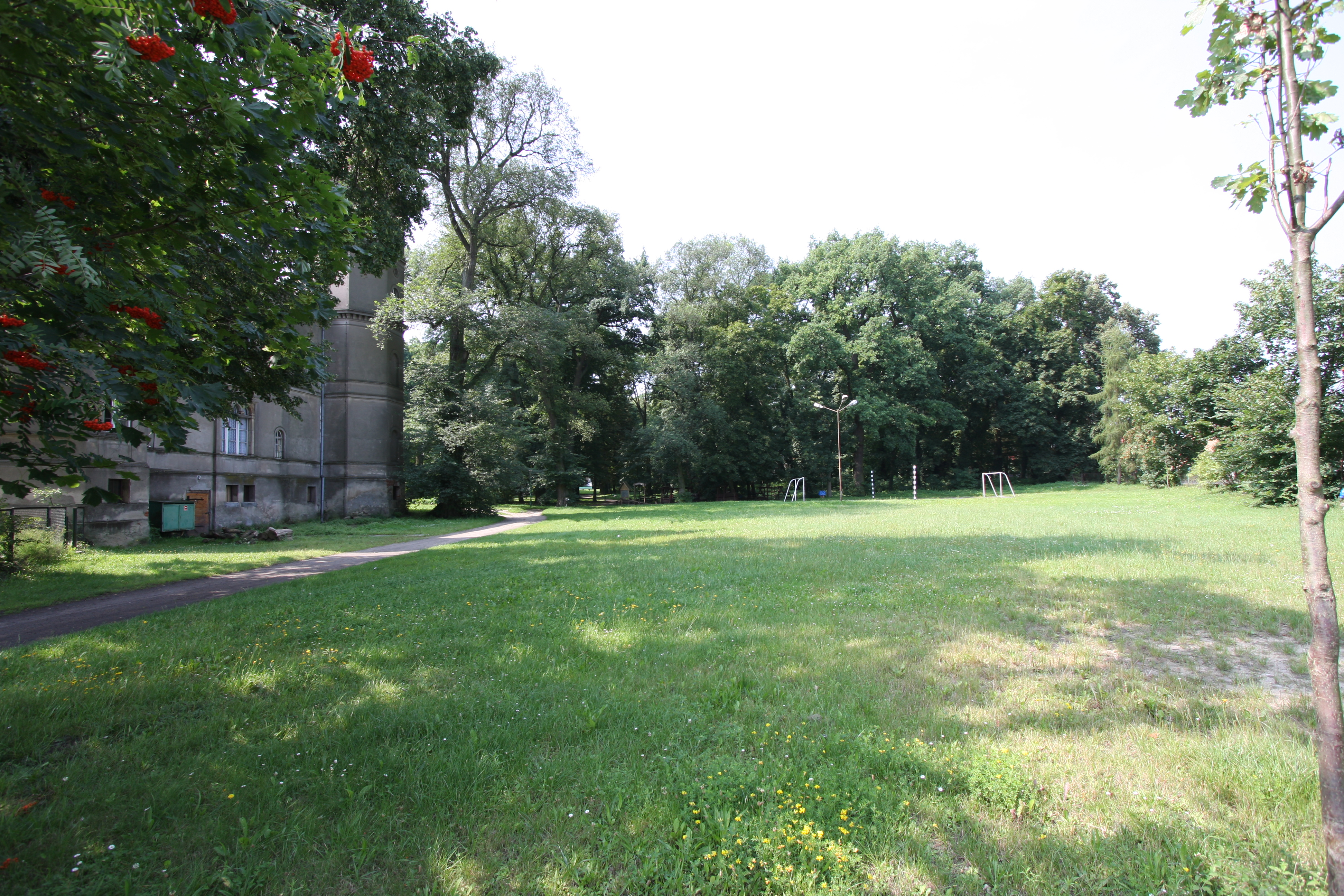
Park
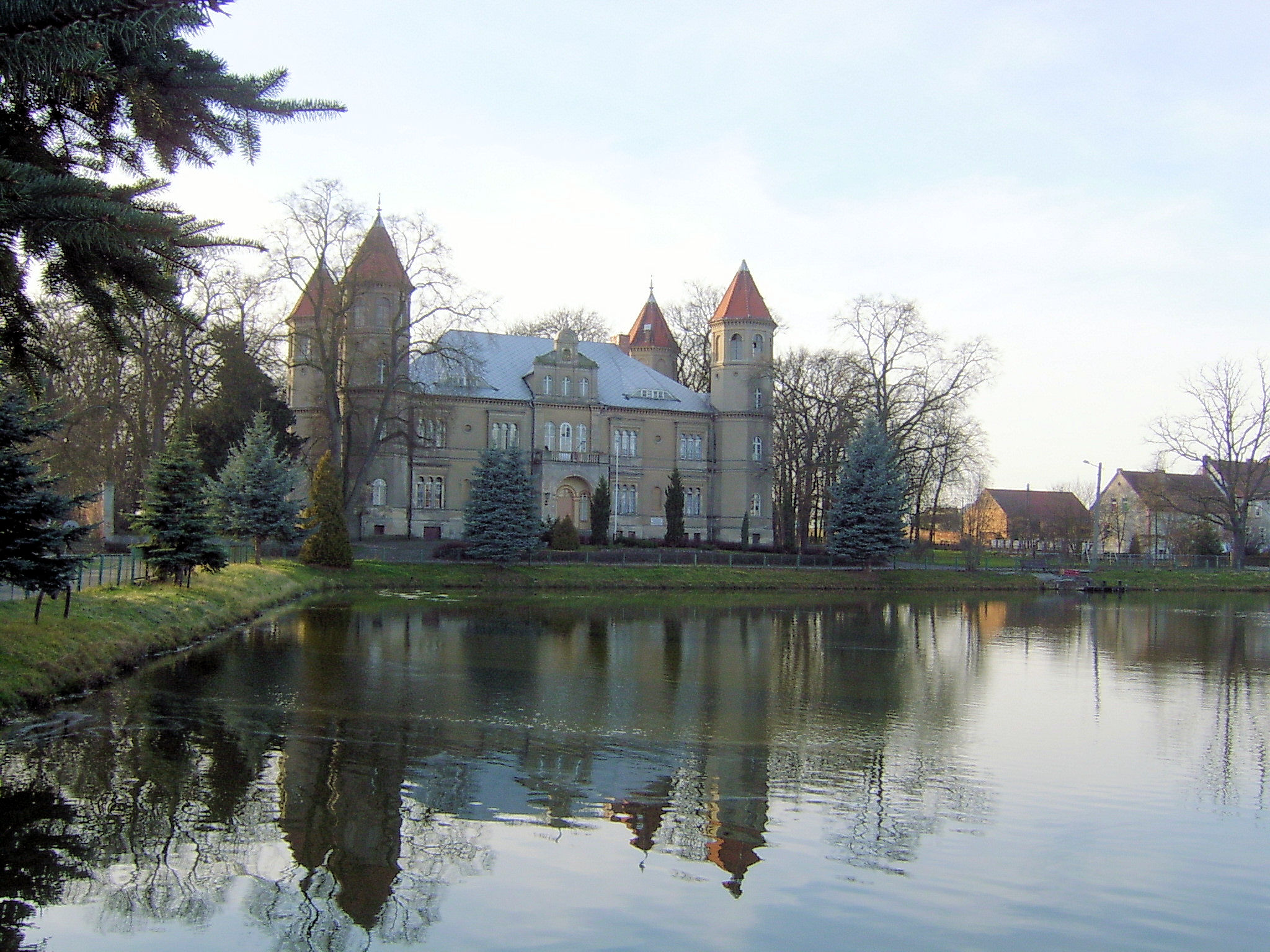
Neorenesansowy pałac
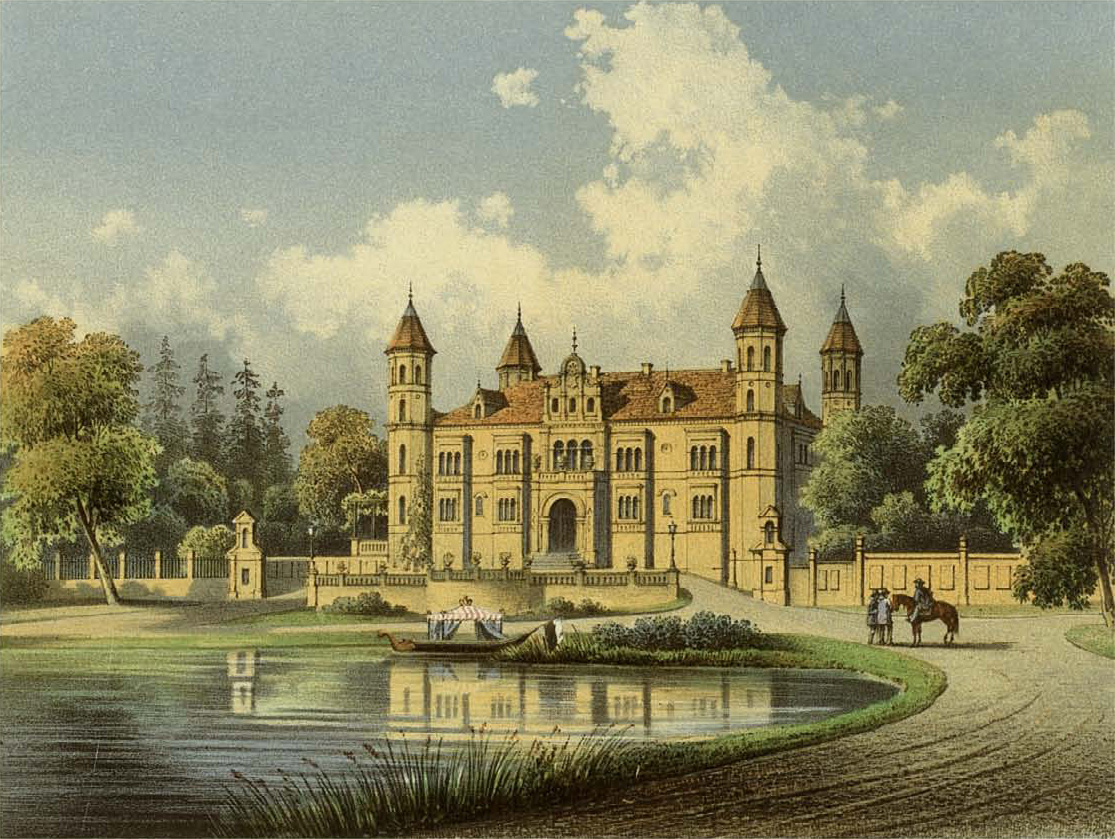
Pałac na ilustracji z 1858 r.
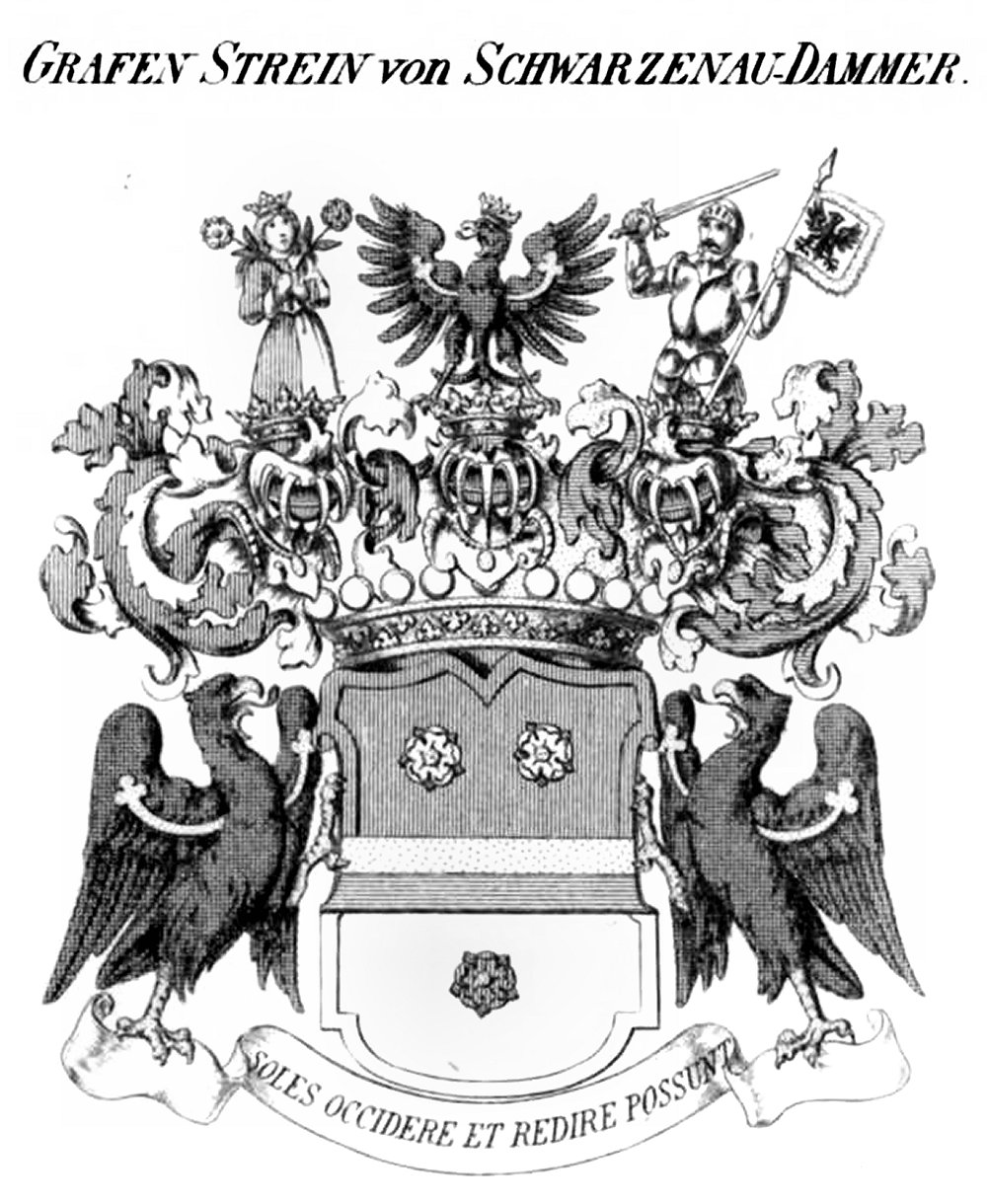
Herb von Strein von Schwarzenau